# Lissochelifer gracilipes
Espèce
Synonymes
- Lophochelifer gracilipes Mahnert, 1988

Lissochelifer gracilipes est une espèce de pseudoscorpions de la famille des Cheliferidae.

## Distribution
Cette espèce est endémique du Kenya. Elle se rencontre dans la grotte Kimakia Cave à Koboko.

## Publication originale
- Mahnert, 1988 : Die Pseudoskorpione (Arachnida) Kenyas. Familien Withiidae und Cheliferidae. Tropical Zoology, vol. 1, no 1, p. 39-89 (texte intégral).